# Cercagnota collini
Cercagnota collini – gatunek muchówki z rodziny Anthomyzidae i podrodziny Anthomyzinae. Jedyny z monotypowego rodzaju Cercagnota.
Gatunek ten opisany został w 1928 roku przez Leandera Czernego jako Anagnota collini. W 1993 roku Jindřich Roháček i Amnon Freidberg przenieśli go do nowego rodzaju Cercagnota.

Schemat użyłkowania skrzydła, charakterystyczny dla rodzaju

Samice osiągają od 1,39 do 1,83 mm długości ciała, a samce od 1,39 do 1,57 mm. W ich ubarwieniu występuje jasnożółty i różne odcienie brązu. Głowa jest wyższą niż długa, o dużych oczach złożonych prawie owalnego kształtu, małych płytkach półksiężycowatych i błyszczącym czole. Szczecinki zaciemieniowe są drobne, nachylone ku sobie. Tylko spośród z szczecinek orbitalnych górnych jest długa. Czułki są kolankowato zgięte, a ich drugi człon tworzy daszek nad trzecim. Tułów jest węższy od głowy, a jego chetotaksja jest zredukowana, co przejawia się brakiem szczecinek nadskrzydłowych i przedszwowych oraz słabymi szczecinkami zaskrzydłowymi. Pierwsza para odnóży odznacza się brakiem kolca ctenidialnego w tylno-brzusznej części uda. Użyłkowanie skrzydła cechuje brak żyłki poprzecznej dm-cu oraz umieszczenie żyłki poprzecznej r-m na poziomie wierzchołka pierwszej żyłki radialnej. Samiec ma powiększone przysadki odwłokowe, które ku przodowi wystają w formie ostrego wyrostka. Samica ma zlane ze sobą sternit i tergit siódmego segmentu odwłoka oraz parę kulistych spermatek o powierzchni pokrytej drobnymi globulami i pozbawionej guzopodobnych wyrostków.
Owad palearktyczny, znany z Hiszpanii, Wielkiej Brytanii, Francji, Włoch, Malty, Izraela i Uzbekistanu. Zasiedla przybrzeżne mokradła i błotniste solniska. Owady dorosłe spotyka się od kwietnia do czerwca i od września do października, głównie wśród roślinności halofilnej.